# ジェラルド・グローヴナー (第6代ウェストミンスター公爵)

1997年の第6代ウェストミンスター公爵ジェラルド・グローヴナー。

第6代ウェストミンスター公爵ジェラルド・キャヴェンディッシュ・グローヴナー（英: Gerald Cavendish Grosvenor, 6th Duke of Westminster, KG, CB, CVO, OBE, TD, DL, CD、1951年12月22日 - 2016年8月9日）は、イギリスの貴族、大地主、陸軍軍人、政治家。
莫大な土地を所有し、不動産会社グローヴナー・グループのオーナーである。世界的大富豪の一人。陸軍軍人としてのキャリアも積んでおり、最終階級は少将である。
父が爵位を継承した1967年から自身が爵位を継承した1979年までグローヴナー伯爵（Earl Grosvenor）の儀礼称号を使用した。

## 経歴

### 生い立ち
1951年12月22日、後に第5代ウェストミンスター公爵となるロバート・グローブナーとその妻ヴィオラ（第9代コバム子爵ジョン・リトルトンの娘）の長男として北アイルランド・オマーに生まれる
ハーロー校やサニングデール・スクールで学ぶ。
1979年2月19日に父の死によりウェストミンスター公爵以下5つの爵位を継承した。貴族院議員に列し、貴族院改革のあった1999年11月11日まで在職した。
2016年8月9日、イングランド西北部ランカシャーのロイヤル・プレストン病院にて逝去。64歳没。

### 世界的な大地主・大富豪として

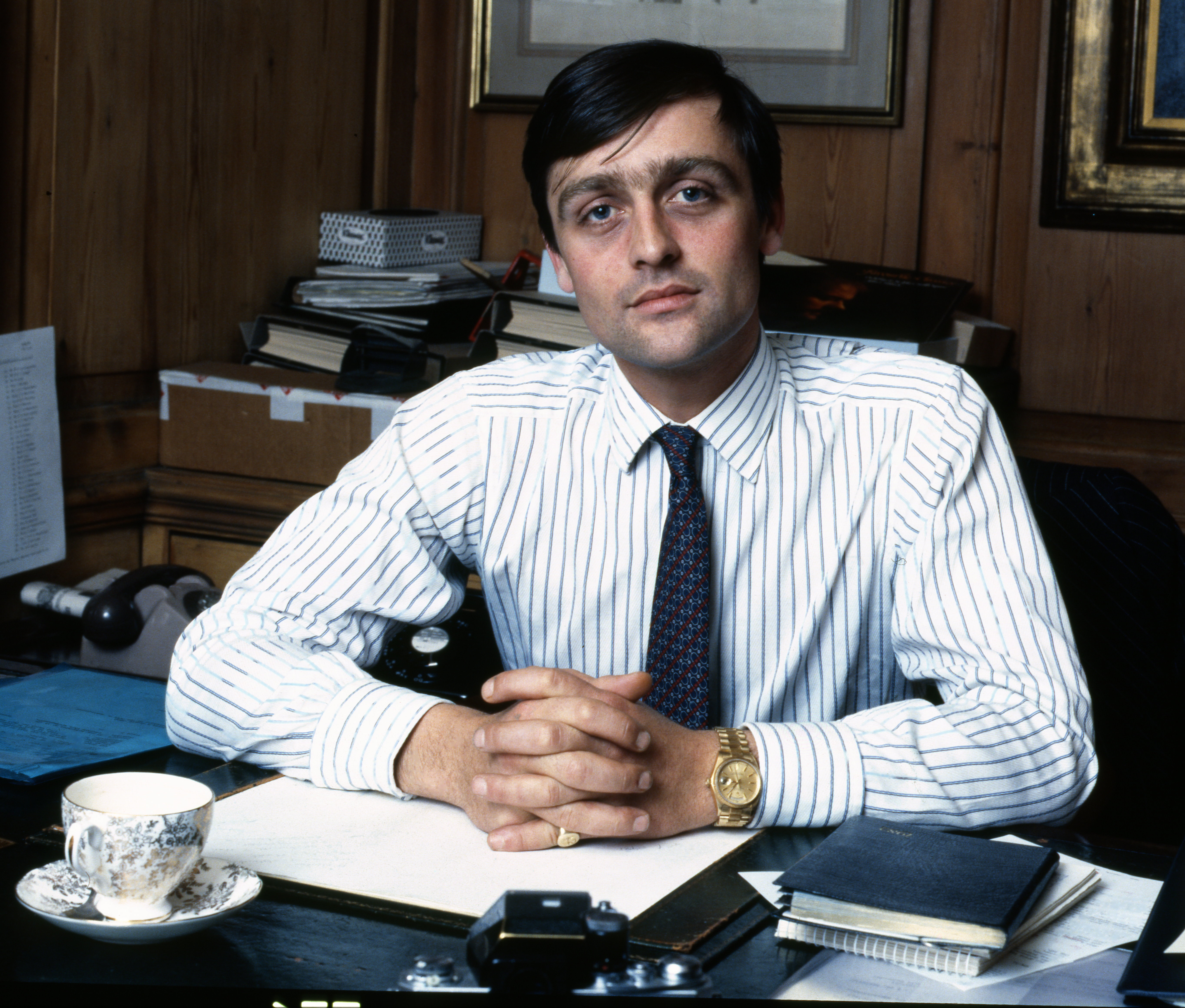
1988年のウェストミンスター公

ウェストミンスター公爵は大地主の中の大地主であり、不動産会社グローヴナー・グループのオーナーである
2015年のサンデー・タイムズ・リッチ・リストによれば総資産額は約85億6,000万ポンド（約1兆5,408億円）で英国内で経済活動する者(外国人含む)の中で第9位という資産家である。

### 陸軍軍人として
1973年5月13日に国防義勇予備軍として王立装甲軍団の少尉に任官。1975年5月13日に中尉、1980年7月1日に大尉、1985年12月22日に少佐。1992年4月1日に中佐、1994年12月31日に大佐に昇進。
1995年11月30日、士官訓練部隊に名誉大佐として配属される。1996年1月1日に陸軍航空軍団に配属される。
2000年1月17日に准将に昇進。2001年5月14日のロイヤル・メルシャン及びランカスター・ヨーマンリー連隊の名誉大佐となる。
2004年に少将に昇進し、また国防参謀総長副官に就任し、2007年初頭まで務めた。
2011年5月には地上部隊司令官代理に就任し、2012年まで務めた。

### その他の活動
2003年にガーター勲章を受けた。
2012年にロイヤル・ヴィクトリア勲章コマンダー（CVO）を受勲するとともにコーンウォール公領会議（コーンウォール公はチャールズ3世、当時皇太子）の議員に就任。

## 栄典

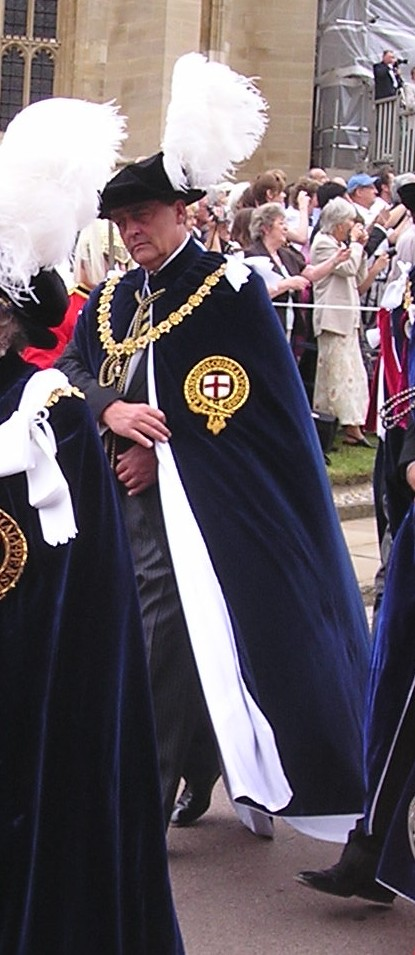
2006年6月19日、ガーター・セレモニーでセント・ジョージ・チャペルまで行進するガーター騎士団員ウェストミンスター公

### 爵位/準男爵位
1979年2月19日の父の死去により以下の爵位を継承した。
- 第6代ウェストミンスター公爵 (6th Duke of Westminster)
(1874年2月27日の勅許状による連合王国貴族爵位)
- 第8代ウェストミンスター侯爵 (8th Marquess of Westminster)
(1831年9月13日の勅許状による連合王国貴族爵位爵位)
- 第9代グローヴナー伯爵 (9th Earl Grosvenor)
(1784年7月5日の勅許状によるグレートブリテン貴族爵位)
- 第9代ベルグレイヴ子爵 (9th Viscount Belgrave)
(1784年7月5日の勅許状によるグレートブリテン貴族爵位)
- チェスター州におけるイートンの第9代グローヴナー男爵 (9th Baron Grosvenor, of Eaton in the County of Chester)
(1761年4月8日の勅許状によるグレートブリテン貴族爵位)
- (イートンの)第15代準男爵 (15th Baronet, styled "of Eaton")
(1622年2月23日の勅許状によるイングランド準男爵)

### 勲章
- 1994年、国防義勇軍勲章（英語版）（TD）[2]
- 1995年、大英帝国騎士団(勲章)オフィサー（OBE）[2]
- 2003年、ガーター騎士団(勲章)ナイト（KG）[2]
- 2012年、ロイヤル・ヴィクトリア騎士団(勲章)コマンダー（CVO）[2]

### その他
- 1982年、 チェシャー州副統監（DL）[2]

## 家族
1978年に陸軍軍人ハロルド・フィリップ中佐の娘ナタリア（1959-）と結婚し、彼女との間に以下の4子を儲けた。
- 第1子（長女）タマラ・キャサリン・グローヴナー嬢(1979-) -2004年に銀行家のエドワード・ヴァン・クツェムと結婚[21]。3人の子どもがいる。
- 第2子（次女）エドウィーナ・ルイーズ・グローヴナー嬢(1981-) -2010年にテレビ司会者のダン・スノー（英語版）と結婚[22]。3人の子どもがいる。
- 第3子（長男）第7代ウェストミンスター公爵ヒュー・リチャード・ルイス・グローヴナー(1991-)
- 第4子（三女）ヴァイオラ・ジョージナ・グローヴナー嬢(1992-)